# Stokes megye
Stokes megye az Amerikai Egyesült Államokban, azon belül Észak-Karolina államban található. Megyeszékhelye Danbury, legnagyobb városa King. Lakosainak száma 44 520 fő (2020. április 1.). Stokes megye Patrick, Henry, Rockingham, Forsyth, Surry és Guilford megyékkel határos.

## Népesség
A megye népességének változása:
| Lakosok száma | 47 338 | 47 202 | 46 765 | 46 588 | 46 351 | 44 520 |
|               | 2010   | 2011   | 2012   | 2013   | 2015   | 2020   |